# Patrick Flottmann
Patrick Flottmann (* 19. April 1997 in St Leonards) ist ein australischer Fußballspieler.

## Karriere
Das Fußballspielen erlernte Patrick Flottmann in der Jugendmannschaft von Blacktown City FC in Blacktown. Mitte 2016 wechselte er nach Sydney und unterschrieb einen Vertrag beim Sydney FC. Das erste Jahr wurde er in der U21–Mannschaft eingesetzt. Ab Juli 2017 war er im Mannschaftskader der Ersten Mannschaft. Die Erste Mannschaft spielte in der A-League, der höchsten Liga des Landes. Hier kam er jedoch nicht zum Einsatz. Der thailändische Zweitligist Air Force United aus Bangkok nahm ihn Anfang 2019 unter Vertrag. Hier absolvierte er in der Hinrunde 17 Spiele in der Thai League 2. Im Juli verließ er den Verein und schloss sich wieder seinem ehemaligen Club Sydney FC an. Hier spielte er für die erste- und zweite Mannschaft. Von Ende April 2021 bis Ende Mai 2021 wurde er an Brisbane Roar ausgeliehen. Für den Verein aus Brisbane bestritt er vier Ligaspiele. Nach Vertragsende in Sydney war er vom 1. Juli 2021 bis Anfang November vertrags- und vereinslos. Am 3. November 2021 unterschrieb er in Indien einen Vertrag beim Erstligisten NorthEast United FC. Für den Verein aus Guwahati stand er 15-mal in der ersten Liga auf dem Spielfeld. Die Saison 2023 spielte er beim südkoreanischen Zweitligisten Seongnam FC. Für das Fußballfranchise aus Seongnam bestritt er 22 Ligaspiele. Am 9. April 2024 nahm ihn der Brunei DPMM FC unter Vertrag. Der Verein aus Bandar Seri Begawan in Brunei spielt in der ersten singapurischen Liga.

## Erfolge
Sydney FC
- Australischer Meister: 2016/17
- Australischer Pokalsieger: 2017